# Follow Me (canção de Atomic Kitten)
"Follow Me" é uma canção do girl group britânico Atomic Kitten, lançado como o quarto single do álbum de estréia Right Now (2000). A música foi uma partida do dance-pop de seus três primeiros singles, mostrando um som mais suave, influenciado pelo R&B. Foi bem menos sucedido do que seus últimos anteriores, passando quase despercebida, tendo atingindo a posição de número 20 no UK Singles Chart. O single vendeu 41.628 cópias no Reino Unido.
"Follow Me " foi a único lançamento do grupo a ser deixado de fora do álbum de The Greatest Hits, acredita-se que pelo fato de ter sido um grande fracasso comercial.

## Videoclipe
O videoclipe de "Follow Me" mostra Natasha Hamilton, Liz McClarnon e Kerry Katona. Ele abre com as cantoras perto de uma janela em um quarto sombrio. Antes do primeiro refrão, as meninas são vistas em um deserto com um céu rosa. No primeiro refrão, as três dançam na alto de uma bola no espaço. As meninas também dançam em cima de um arranha-céu na cidade à noite, enquanto o horizonte está cheio de edifícios antigos. O telhado em que as meninas dançam possui um design grande parecido com uma tatuagem. Durante a parte da ponte, as kittens dançam na frente de uma capa azul. As meninas também coreografam nas bolas de neve no cenário do deserto à noite. Antes do refrão final, a capa azul se levanta atrás de Natasha, Kerry e Liz.

## Lista de faixas
UK CD1
1. "Follow Me" (edição de rádio) – 3:21
2. "Don't Tell Me Now" – 3:11
3. "Follow Me" (Solaris Classic Disco Mix) – 8:08
4. "Follow Me" (vídeo)

UK CD2
1. "Follow Me" (edição de rádio) – 3:21
2. "Real Life" – 3:16
3. "Follow Me" (Stella Browne Club Mix) – 6:36

UK cassette
1. "Follow Me" (edição de rádio) – 3:21
2. "Follow Me" (Solaris Radio Edit) – 3:26
3. "Follow Me" (Stella Browne Radio Edit) – 3:34
4. "Follow Me" (Good as You Mix) – 7:35

UK promo sales CD
1. "Follow Me" (edição de rádio) – 3:21
2. "Follow Me" (Solaris Radio Edit) – 3:26
3. "Follow Me" (Stella Browne Radio Edit) – 3:34
4. "Follow Me" (Solaris Mix) – 8:09
5. "Follow Me" (Stella Browne Mix) – 6:36
6. "Follow Me" (Good as You Mix) – 7:35
7. "Don't Tell Me Now" – 3:10
8. "Real Life" – 3:17

### Versões oficiais
- Edição de rádio/Versão do álbum – 3:23
- Solaris Radio Edit – 3:28
- Solaris Mix – 8:11
- Stella Browne Radio Edit – 3:36
- Stella Browne Mix – 6:39
- Good as You Mix – 7:37
- Don Grant Mix – 8:04

## Paradas musicais
| País        | Data            | Posição |
| ----------- | --------------- | ------- |
| Reino Unido | Outubro de 2000 | 20      |